# Frank Beyer
Frank Paul Beyer (Nobitz, 26 maggio 1932 – Berlino, 1º ottobre 2006) è stato un regista e sceneggiatore tedesco.

## Carriera
Ha studiato nella Repubblica Ceca diplomandosi nel 1952 in regia. È fratello di Hermann Beyer.
Dal 1958 al 1967 ha lavorato come regista per la compagnia della Germania Est DEFA, ricevendo molti riconoscimenti. Nel 1969 ha sposato Renate Blume, da cui ha divorziato nel 1974.
Il suo film Spur der Steine è stato censurato per venti anni dal Partito Socialista Unificato di Germania. Come conseguenza di ciò non ha lavorato per circa dieci anni.
Il film Jakob il bugiardo ha ricevuto una nomination ai Premi Oscar 1977 nella categoria miglior film straniero.
Nel 1983 ha partecipato alla 40ª Mostra internazionale d'arte cinematografica di Venezia.
Dal 1989 (anno della caduta del muro di Berlino) fino alla morte (avvenuta nel 2006) ha lavorato principalmente per la televisione.

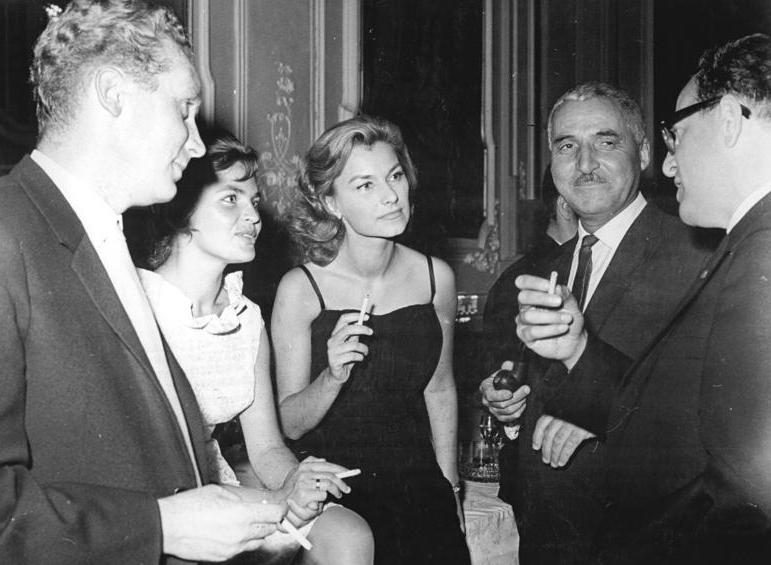
Frank Beyer assieme a Christel Bodenstein, Christine Laszar, Konstantin Simonow e Günter Witt al Festival del cinema di Karlsbad nel 1964

Nel 1993 è stato presidente della giuria al Festival internazionale del cinema di Berlino.

## Filmografia principale
- Blázni mezi námi (1955)
- Zwei Mütter (1957)
- Eine alte Liebe (1959)
- Fünf Patronenhülsen (1960)
- Königskinder (1962)
- Nackt unter Wölfen (1963)
- Karbid und Sauerampfer (1963)
- Spur der Steine (1966)
- Jakob il bugiardo (Jakob, der Lügner) (1975)
- Das Versteck (1978)
- Der Aufenthalt  (1983)
- Bockshorn (1984)
- Der Bruch (1985)
- Der Verdacht (1991)
- L'ultimo U-Boot (Das letze U-Boot) (1993)